# 레인 월드
《레인 월드》(영어: Rain World)는 비디오컬트(Videocult)가 개발하고 어덜트 스윔 게임즈(Adult Swim Games)와 아쿠파라 게임즈(Akupara Games)가 배급한 2017년 생존 플랫폼 게임이다. 플레이스테이션 4와 마이크로소프트 윈도우용으로 발매되었으며 2018년 말 닌텐도 스위치로 발매되었다. 플레이어는 "슬러그캣"(slugcat)이라는 길고 고양이와 유사한 외양의 설치류 생물을 조작하여 방치되고 적대적인 환경에서 생존해야 한다.
게임은 모의 생태계를 구현하고 있으며 슬러그캣은 파편을 무기로 하여 포식자로부터 도망치고 식량을 확보하며, 호우를 피해 동면할 공간에 도달해야 한다. 게임의 개발자는 플레이어에게 최소한의 명시적 지시만을 제공하도록 의도하였다.
《레인 월드》는 평론가들로부터 엇갈린 평가를 받았다. 미술 디자인과 절차적 애니메이션에 대해 높은 평가를 받았으나 험난한 난이도, 일관적이지 않은 저장 지점과 정교하지 않은 조작이 비판받았다.
2023년 1월 다운로드 컨텐츠 팩인 《레인 월드: 다운푸어》(영어: Rain World: Downpour)가 PC로 발매되었으며 2023년 7월 11일 스위치, 플레이스테이션과 엑스박스로 발매되었다.

## 평가
《레인 월드》는 컬트적인 인기를 얻기 전에 리뷰 애그리게이터 사이트 메타크리틱에서 복합적인 평가를 받았다.